# Marlene Worthington
Marlene Worthington de Ocaña (26 maggio 1937) è un'ex schermitrice panamense.

## Palmarès
In carriera ha conseguito i seguenti risultati:
- Giochi Panamericani:

Chicago 1959: argento nel fioretto a squadre.